# Лука Еладски
Свети Лука Еладски е гръцки монах – светец на църквата на Гърция. Основател на манастира „Свети Лука“, който днес е главен православен манастир на църквата на Гърция и на цяла Елада. Живял в края на IX-X век. 

## Агиография
Основен източник за живота и делата на светеца е житието на св. Лука написано от неизвестни монаси след неговата смърт.  Паметта му се чества на 7 февруари (20 февруари стар стил).
Св. Лука се родил в Елада, откъдето и името му. Родителите му били преселници от остров Егина. Те се преселили в Елада, понеже не могли да изтърпят постоянните нашествия на арабите. Св. Лука Еладски се родил в село Кастория досами Делфи, като трето от седем деца в семейството на селяните-пришълци. Имената на родителите му били Стефан и Ефросиния. От малък Лука бил голям въздържател и послушник, независимо че нямал наставник в това си благоговение. След като бащата на Лука починал, той изоставил земеделието и се посветил изцяло на вярата и книжнината. На 17 годишна възраст двама италийски пилигрими го взели със себе си на път към Йерусалим, оставяйки го в Атина. Лука не одобрил градската суета и тръгнал на юг, достигайки до една безлюдна крайморска планина, където имало църква на името на светите лекари–безсребърници Козма и Дамян. След като приел монашески постриг основал неголям манастир, посветен на св. великомъченица Варвара, в близост до Коринт.
Оттук заради благочестивия си и праведен живот, младежът се прочул из цяла Елада. Предсказвал и се каел. Пророкувал, че българските войски на цар Симеон Велики ще пристигнат в Елада. Минали седем години, откакто свети Лука се заселил в своята планинска пустиня, и започнали нашествията на българските войски в Елада. Жителите ѝ бягали – едни се криели в крепостите, а други по егейските острови, в Евбея, в Морея. Лука също напуснал своето пустиножилище и през Коринт на кораб се поселил в Патра, където прекарал десет години. След десетилетие в Патра се завърнал в своята коринтска обител. След още три години, през които преминали арабските нашествия по гръцките острови, Лука се поселил на малък безлюден остров, където приемал стари, болни, хроми и лекувал хората и със съвети. Според житието му, след като прекарал седем години като лечител на самотния малък остров, се подготвил да предаде Богу дух, заръчвайки костите му да бъдат хвърлени в горските дебри като непотребни, за да послужат поне за храна на зверовете.
Шест месеца след смъртта му, монах-евнух на име Козма, на път от Пафлагония за Италия, имал Божие видение. Във видението му било наредено да отиде на мястото, където почивал преподобният Лука и да остане неотлъчно при гроба му. Монахът Козма отишъл на това място и се заселил там. Извадил нетленните мощи на преподобния и като ги поставил върху гробницата, оградил ковчега с дъски и решетка, а килията си превърнал в църква. Около църквата изникнал манастира „Свети Лука“. От мощите на св. Лука текло миро, а онези които се помазвали с него получавали изцеление – хроми прохождали, слепи проглеждали, прокажени се очиствали, и бесовете били прогонвани от людете. По този начин гръцкият народ бил напътен по Божия път. 